# Fradersteller
Der Fradersteller ist ein 2247 m ü. A. hoher Berg in den Stubaier Alpen an der Grenze zwischen Nord- und Südtirol.

## Lage und Landschaft
Der Fradersteller liegt am Alpenhauptkamm bzw. im östlichen Hauptkamm der Stubaier Alpen wenige Kilometer südwestlich des Brennerpasses. Über den Kamm verläuft die Grenze zwischen Nordtirol (Gemeinde Gries am Brenner) und Südtirol (Gemeinde Brenner), sowie seit dem Inkrafttreten des Vertrags von Saint-Germain 1920 die Staatsgrenze zwischen Österreich und Italien.
Als östlicher Nachbar im Kamm folgt das Kreuzjoch. Im Westen folgt der Hohe Lorenzenberg, getrennt durch das Flachjoch.
So wie die weiteren Gratgipfel der näheren Umgebung ist der Fradersteller eine eher sanfte Erhebung.
Der Gipfel lässt sich von österreichischer oder italienischer Seite als lange, aber einfache Bergwanderung erreichen; er ist auch ein Ziel von Skitourengehern.